# Ganonema neurodes
Ganonema neurodes är en nattsländeart som beskrevs av Navás 1917. Ganonema neurodes ingår i släktet Ganonema och familjen Calamoceratidae. Inga underarter finns listade i Catalogue of Life.